# Beicheng, Yuxi
Beicheng är ett stadsdelsdistrikt i Kina. Den ligger i staden Yuxi i provinsen Yunnan, i den sydvästra delen av landet, omkring 72 kilometer söder om provinshuvudstaden Kunming. Antalet invånare är 59 440. Befolkningen består av 29 702 kvinnor och 29 738 män. Barn under 15 år utgör 18,0 %, vuxna 15-64 år 70 %, och äldre över 65 år 10,0 %.
Runt Beicheng är det tätbefolkat, med 476 invånare per kvadratkilometer. Närmaste större samhälle är Yuxi, 8,0 km söder om Beicheng. Runt Beicheng är det i huvudsak tätbebyggt.
Genomsnittlig årsnederbörd är 1 044 millimeter. Den regnigaste månaden är juni, med i genomsnitt 211 mm nederbörd, och den torraste är februari, med 12 mm nederbörd.